# Tambaú Hotel

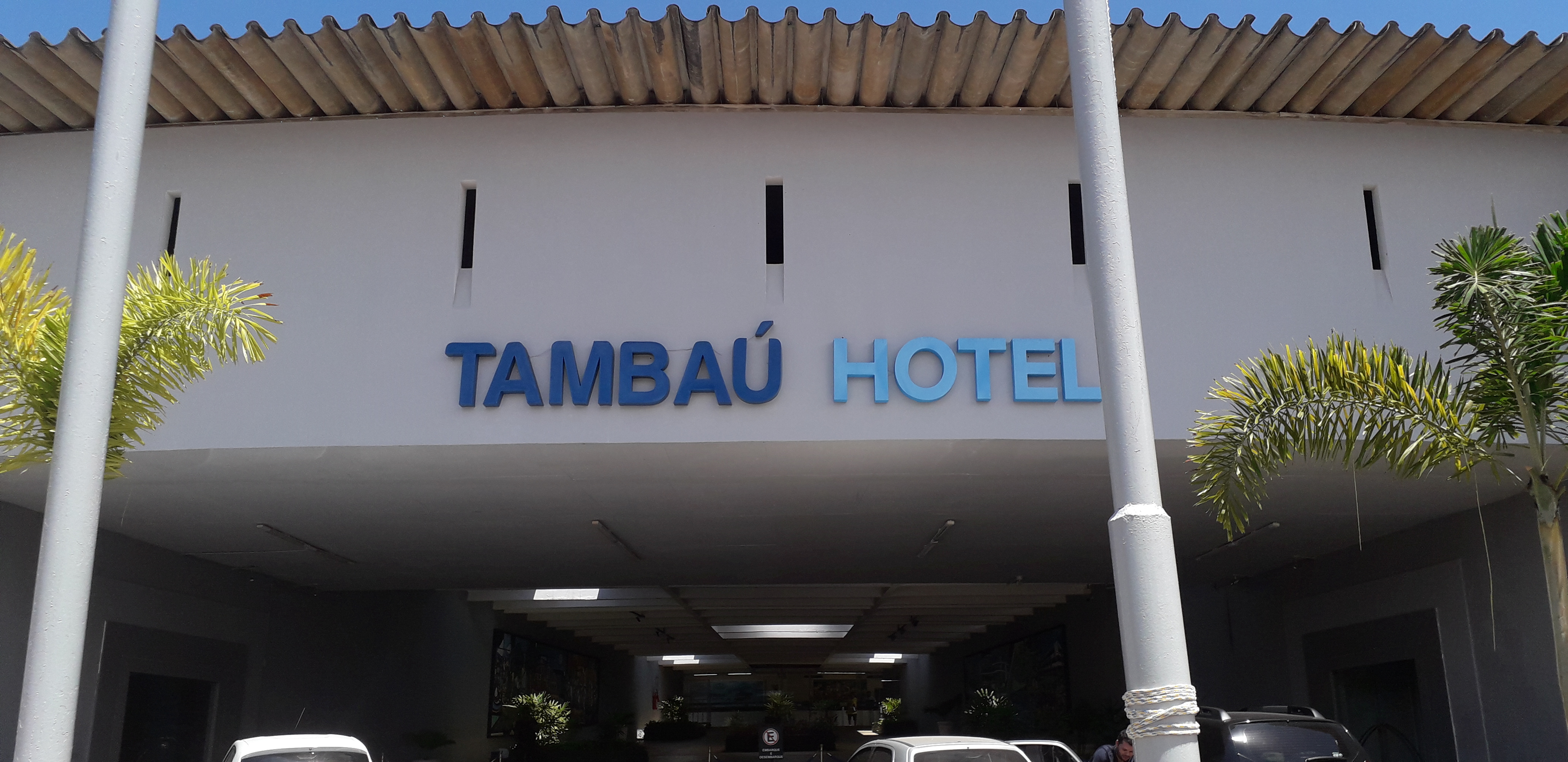
Foto externa do Tambaú Hotel

O Tambaú Hotel foi um hotel localizado em João Pessoa, Paraíba, Brasil. Foi construído nas areias da praia de Tambaú, litoral de João Pessoa, na década de 1970. Seu formato arredondado chama a atenção de quem passa e se tornou um dos símbolos e cartões postais da cidade. São ao todo 173 apartamentos, quase todos com uma vista: ou para o mar ou para os jardins internos. Seu projeto arquitetônico é assinado por Sérgio Bernardes.
Em dezembro de 2007 foi lançado um vídeo documentário sobre o hotel: "Hotel Tambaú - fragmentos de uma história", que conta a história dessa obra paraíbana a partir da memória de pessoas que viveram esse momento significativo. A produção é da comunicóloga gaúcha Denise Lemos, que mora na Paraíba desde 2001.
O Tambaú Hotel possui infraestrutura com piscinas, sauna, salão de jogos, sala de redes, quadra de tênis, restaurante, bares, salões de convenções, e um amplo auditório com capacidade para 522 pessoas. Sua ocupação é, em grande parte, de turistas brasileiros que viajam para conhecer as praias da capital paraibana.
No início de 2008, o desabamento do píer de concreto próximo ao hotel suscitou dúvidas quanto aos efeitos da erosão marinha sobre a estrutura, visto que metade do edifício é atingida pela maré. Estudos preliminares, entretanto,  descartaram qualquer possibilidade de risco para os pilares diagonais que dão sustentação ao Hotel.
O empreendimento está fechado há anos devido a um processo judicial, porém, em 2022 iniciou-se uma reforma para voltar à ativa.

## Crime ambiental
A construção do Tambaú Hotel ocorreu em uma área de preservação permanente (APP). De acordo com o Código Florestal (atualizado pela Lei nº 12.727/12) a distância permitida é de 30 metros, para os cursos d’água de menos de 10 metros de largura; 50 metros, para os cursos d’água que tenham de 10 a 50 metros de largura; 100 metros, para os cursos d’água que tenham de 50 a 200 metros de largura; 200 metros, para os cursos d’água que tenham de 200 a 600 metros de largura; e 500 metros, para os cursos d’água que tenham largura superior a 600 metros.
A Zona Costeira brasileira é considerada Patrimônio Nacional e se destaca como uma parte do território que necessita de atenção especial do poder público para ocupação e uso de seus recursos naturais. O Conselho Nacional do Meio Ambiente (CONAMA), como exemplo, estabelece parâmetros, definições e limites das APPs. O Plano Nacional de Gerenciamento Costeiro, Lei nº 7.661/1988 – parte integrante da Política Nacional do Meio Ambiente e da Política Nacional para os Recursos do Mar – teve seus detalhamentos definidos pelo Decreto nº 5.300/2004, que regulamentou a Lei e definiu critérios para gestão da orla marítima brasileira.
Nesse Decreto afirma que "as praias são bens públicos de uso comum do povo, sendo assegurado, sempre, livre e franco acesso a elas e ao mar, em qualquer direção e sentido [...]". A construção desse hotel privatizou um trecho da parte de areia da praia que é Patrimônio Nacional e ainda dificulta o trânsito de pessoas da Praia de Tambaú para a Praia de Manaíra. A existência do Hotel está em desacordo com o inciso II do artigo 23: "terrestre: cinquenta metros em áreas urbanizadas ou duzentos metros em áreas não urbanizadas, demarcados na direção do continente a partir da linha de preamar ou do limite final de ecossistemas, tais como as caracterizadas por feições de praias, dunas, áreas de escarpas, falésias, costões rochosos, restingas, manguezais, marismas, lagunas, estuários, canais ou braços de mar, quando existentes, onde estão situados os terrenos de marinha e seus acrescidos".
Portanto, apesar dessas legislações citadas no parágrafos anteriores serem mais recentes que a construção do hotel, hei de salientar que naquela época antes da construção a Lei nº 4.771, de 15 de setembro de 1965 foi promulgada e já definia nas alíneas do segundo artigo os limites da área de preservação permanente, onde não é permitido receber edificações de qualquer natureza. Em uma verificação do texto dessa lei a construção não apresenta conformidade como os limites definidos naquela época, assim, desde a construção o hotel foi feito infligindo a legislação.  